# Заган (Амурская область)
Зага́н — село в Свободненском районе Амурской области, Россия. Входит в Желтояровский сельсовет.

## География
Село Заган стоит на правом берегу реки Зея.
Дорога к селу Заган идёт на северо-восток от районного центра города Свободный, расстояние (через Юхту-3, Черниговку, Гащенку и Желтоярово) — 38 км.
Федеральная автотрасса Чита — Хабаровск проходит в 12 км западнее у села Гащенка.
От села Заган на северо-восток (вверх по правому берегу Зеи) идёт дорога к сёлам Новоникольск, Практичи и Сохатино.

## Население
| 2002 | 2010 | 2012 | 2013 | 2014 | 2015 | 2016 |
| ---- | ---- | ---- | ---- | ---- | ---- | ---- |
| 145  | ↘134 | ↘131 | ↗133 | ↘120 | ↗125 | ↘115 |
| 2017 | 2018 |      |      |      |      |      |
| ↘110 | ↘100 |      |      |      |      |      |